# Mega Man (serie original)
La serie original de Mega Man, a menudo referida como Mega Man Classic Series, es la primera serie de la franquicia de videojuegos del personaje Mega Man, conocido como Rockman (ロックマン Rokkuman?) en Japón. El primer juego, Mega Man, fue lanzado el 17 de diciembre de 1987 para la videoconsola Famicom (FC), en Japón, y también para su equivalente occidental, la Nintendo Entertainment System (NES), en América Septentrional y Europa.
La mayoría de los juegos principales de la serie se conocen como Mega Man (o Rockman) seguido por un número (1, 2, 3, etc.) Sin embargo, la Saga Clásica posee subsecuelas para Game Boy (conocidas como Mega Man World) y mantienen los números romanos, a excepción de Mega Man & Bass. Los penúltimos videojuegos oficiales de la serie, Mega Man 9 y Mega Man 10, contienen un look retro que tiene la apariencia de 8-bits de los juegos de NES. Actualmente, se encuentra la última entrega oficial, Mega Man 11, para consolas de nueva generación y PC.

## Videojuegos

### Principales
| Título      | Año  | Plataforma                                 |
| ----------- | ---- | ------------------------------------------ |
| Mega Man 1  | 1987 | Nintendo Entertainment System (NES)        |
| Mega Man 2  | 1988 | NES                                        |
| Mega Man 3  | 1990 | NES                                        |
| Mega Man 4  | 1991 | NES                                        |
| Mega Man 5  | 1992 | NES                                        |
| Mega Man 6  | 1993 | NES                                        |
| Mega Man 7  | 1995 | Super Nintendo (SNES)                      |
| Mega Man 8  | 1996 | PlayStation / Sega Saturn                  |
| Mega Man 9  | 2008 | Wii / PlayStation 3 / Xbox 360             |
| Mega Man 10 | 2010 | Wii / PlayStation 3 / Xbox 360             |
| Mega Man 11 | 2018 | Nintendo Switch / PlayStation 4 / Xbox One |

### Subsecuelas
| Título                       | Año  | Plataforma              |
| ---------------------------- | ---- | ----------------------- |
| Mega Man: Dr. Wily's Revenge | 1991 | Game Boy                |
| Mega Man II                  | 1991 | Game Boy                |
| Mega Man III                 | 1992 | Game Boy                |
| Mega Man IV                  | 1993 | Game Boy                |
| Mega Man V                   | 1994 | Game Boy                |
| Mega Man & Bass              | 1998 | SNES / Game Boy Advance |

### Reboots
| Título                  | Año  | Plataforma           |
| ----------------------- | ---- | -------------------- |
| Mega Man: The Wily Wars | 1994 | Sega Mega Drive      |
| Mega Man Powered Up     | 2006 | PlayStation Portable |

### Otros
| Título                                     | Año  | Plataforma                             |
| ------------------------------------------ | ---- | -------------------------------------- |
| Wily & Right no RockBoard: That's Paradise | 1993 | NES                                    |
| Mega Man's Soccer                          | 1994 | SNES                                   |
| Rockman: The Power Battle                  | 1995 | Arcade                                 |
| Rockman 2: The Power Fighters              | 1996 | Arcade                                 |
| Mega Man: Battle & Chase                   | 1997 | GameCube / PlayStation / PlayStation 2 |
| Super Adventure Rockman                    | 1998 | PlayStation / Sega Saturn              |

## Origen
En el ficticio y futurista año del 20XX, el Dr. Thomas Light (Dr. Right en Japón) trabajó para crear un robot humanoide. Este robot demostraría un programa avanzado de inteligencia artificial que le permita tomar decisiones en base de órdenes vagas y direcciones. Llamó al proyecto como "Robot Master", ya que el robot resultante sería capaz de supervisar el trabajo de otras máquinas, menos inteligentes.
Antes de que el Dr. Light construyera lo que finalmente se convertiría en Mega Man (Rockman), diseñó al Robot Master conocido como "Proto Man" ("Blues" en Japón), creado como un prototipo de sus futuras creaciones. Sin embargo, antes de la prueba de I.A. o de que su sistema fuese terminado, el robot escapó y se creyó que fue destruido.
Debido a la desaparición de Proto Man (Blues), el Dr. Light decidió crear otro robot. Ante el temor de que la desaparición de Proto Man se debió al hecho de que él no tenía un compañero, él creó dos robots en aproximadamente el mismo tiempo para trabajar como un par. Estos robots fueron llamados Rock y Roll. Rock fue creado como asistente de laboratorio del Dr. Light. Su propósito era ser una herramienta multipropósito. Sólo mediante la observación de cómo una herramienta era utilizada, Rock podía imitar su uso gracias a su Sistema Variable, convirtiéndose así en el asistente de laboratorio ideal. Su "hermana" (aunque no es realmente una hermana, sino un compañero robot), Roll, fue diseñada para la limpieza o ama de casa.
Con el éxito de estos dos robots, el Dr. Light construyó seis robots más, principalmente para su uso en la construcción y mantenimiento de obras públicas.

## Personalidad
La personalidad de Mega parece surgir de su creador, el Dr. Light, quien lo creó basándose en su propia interpretación de lo que era un niño de verdad, como si fuera su propio hijo. Mega, que más tarde se convertirán en el robot luchador conocido como Mega Man, demuestra una amplia gama de emociones, de forma similar a la de un niño prepúber, lo que no es típico de otros robots, haciéndolo único.

## Armas enMega Man(1987)
- Mega Man/Plasma Cannon (Mega Buster): el arma básica y principal de Mega Man ilimitados disparos de poca intensidad
- Cut Man/Rolling Cutter: se obtiene al derrotar a Cut Man. Al usarla Mega Man lanzará una cuchilla que girará y volverá a él. Tiene poco alcance, pero sirve para enemigos especiales.
- Guts Man/Super Arm: se obtiene al derrotar a Guts Man. Se usa para levantar bloques del suelo, y ya lanzarlos o explorar nuevas partes del mapa.
- Elec Man/Thunder Beam: se obtiene al derrotar a Elec Man. Al activarla Mega Man disparará 3 rayos eléctricos bastante potentes, destruye algunos muros y es potente, pero se gasta pronto su energía.
- Fire Man/Fire Storm: se obtiene al derrotar a Fire Man, Mega Man lanzará una bola de fuego que mientras lo lance tendrá un escudo temporal que podrá dañar a los enemigos.
- Ice Man/Ice Slasher: se obtiene al derrotar a Ice Man, Mega Man lanzará un cristal de hielo que daña a los enemigos y los congela.
- Bomb Man/Hyper Bomb: se obtiene al derrotar a Bomb Man, al usarla Mega Man lanzara una bomba
- Magnet Beam: permite crear plataformas y llegar a lugares más altos

- Datos: Q2667596